# Petronius Maximus
Flavius Petronius Maximus (tên gọi đầy đủ là Flavius Anicius Petronius Maximus) (396 – 455) là Hoàng đế Tây La Mã trị vì được khoảng hai tháng rưỡi vào năm 455. Ông là một Nguyên lão giàu có và một nhà quý tộc xuất chúng, là người chủ mưu vụ ám sát viên Tổng tư lệnh quân đội (Magister militum) Tây La Mã Flavius Aëtius, và là Hoàng đế Tây La Mã Valentinian III. Maximus bị giết chết trong sự kiện quân Vandal cướp phá thành Rome vào năm 455.

## Tiểu sử

### Sự nghiệp ban đầu
Petronius Maximus sinh vào năm 396. Mặc dù nguồn gốc xuất thân của ông ít người biết đến, nhưng nó cũng cho biết ông xuất thân trong gia tộc Anicii. Ông có quan hệ họ hàng với Hoàng đế Olybrius sau này, Maximus là con của Anicius Probinus, con của Anicia Faltonia Proba với Sextus Claudius Petronius Probus, quan Thái thú Illyricum vào năm 364, Thái thú xứ Gaul năm 366, Thái thú nước Ý năm 368–375, được tái bổ nhiệm một lần nữa vào năm 383 và được phong làm chấp chính quan vào năm 371.
Maximus đã đạt được một số thành tựu quan trọng trong sự nghiệp ban đầu của ông. Chức vụ đầu tiên ông nắm giữ là pháp quan vào năm 411, năm 415, được bổ nhiệm làm tribunus et notaries một vị trí bắt đầu trong triều đình quan liêuu, lần lượt được thăng chức Comes sacrarum largitionum (Nắm giữ việc cứu tế thiêng liêng) giữa năm 416 và 419.
Từ năm 420 cho tới năm 421, Ông giữ chức thị trưởng của Rome, khi còn làm thị trưởng, ông cho khôi phục lại nhà thờ thánh Peter cổ. Về sau ông còn được tái bổ nhiệm làm chỉ huy lực lượng vệ binh hoàng gia vào giữa những năm 421 và 439, năm 433, chính thức được phong làm quan chấp chính tối cao La Mã.
Từ năm 439 đến 441, ông giữ chức Pháp quan của Ý, sau thăng lên làm chấp chính quan thứ hai vào năm 443. Từ giữa năm 443 cho đến 445(năm mà ông nhận được tước hiệu quý tộc), Maximus khởi công xây dựng một quảng trường (Forum) tại Rome, trên ngọn đồi Caelian, nằm giữa Via Labicana và Basilica di San Clemente.

### Ám sát Valentinian III
Theo ghi chép của sử gia John xứ Antioch cho biết Valentinian cực kỳ say mê sắc đẹp trinh bạch của Lucina, vợ Maximus nên hoàng đế đã giả triệu bà vào cung điện để tư thông, việc này khiến Maximus lên kế hoạch trả thù hoàng đế.Tuy nhiên Maximus nhận ra là khi nào Aetius còn sống thì kế hoạch trả thù của ông khó mà thực hiện được và do đó ông ngầm hoạch địch âm mưu loại bỏ vị tướng này. Trước tiên Maximus kết giao với một tên hoạn quan của Valentinian là primicerius sacri cubicula (tên gọi hoạn quan La Mã cổ đại) Heraclius, kẻ luôn ganh ghét Aetius với hy vọng thâu tóm quyền bính của hoàng đế. Cả hai người cố gắng thuyết phục Valentinian trừ khử Aetius, do vậy Valentinian với sự trợ giúp của Heraclius đã thực hiện âm mưu này vào ngày 21 tháng 9 năm 454.
Ngoài ra, Maximus từng đề nghị Valentinian phong ông làm Tổng tư lệnh quân đội (magister militum) nhằm thay thế Aetius nhưng hoàng đế từ chối, khiến ông tức tối quyết định loại bỏ luôn cả hoàng đế. Maximus chọn hai kẻ đồng lõa là Optilia và Thraustila gốc người Scythia, từng là thuộc hạ của Aetius, sau khi Aetiusbị ám sát chết thì hai tên này được bỏ nhiệm vào đội hộ tống của Valentinian. Maximus thuyết phục họ rằng chính hoàng đế mới là người gây ra vụ ám sát Aetius và thuyết phục cả hai tên nên trả thù cho vị tướng của họ, ông còn hứa hẹn sẽ ban thưởng hậu hĩnh nếu họ giết chết hoàng đế thành công. Ngày 16 tháng 3 năm 455, hoàng đế Valentinian khởi hành từ Rome tới Campus Martius tập luyện bắn cung cùng với đội hộ tống dưới quyền Optilia, Thraustila và người của họ, khi Valentinian đến nơi thì Optilia và đám tùy tùng xông vào giết chết hoàng đế trong một ngôi đền thờ, ngay lúc đó Thraustila cũng giết luôn Heraclius. Sau đó, cả hai người mang mũ miện và chiếc áo choàng đầy máu của hoàng đế về trình Maximus.

### Lên ngôi
Cái chết tàn bạo và đột ngột của Valentinian III khiến cho Đế chế Tây La Mã không có người kế vị nào danh chính ngôn thuận, một vài ứng củ viên thì do một vài nhóm thuộc giới quân sự và quan lại bầu lên. Vào lúc này sự ủng hộ của quân đội bị chia đều cho ba ứng cử viên khác, Maximianus, nguyên là vệ binh (domesticus) của Aetius, con của một thương nhân Ai Cập giàu có ở Ý tên Domninus, hoàng đế tương lai Majorian, chỉ huy quân đội sau cái chết của Aetius và là người đã từng giúp đỡ nữ hoàng Licinia Eudoxia, và người được sự ủng hộ của Viện nguyên lão La Mã là Maximus. Ngày 17 tháng 3 năm 455, Petronius Maximus chính thức làm lễ đăng quang ngôi vị hoàng đế của Đế chế Tây La Mã.

### Thời kỳ trị vì
Sau khi lên ngôi hoàng đế, Maximus củng cố quyền lực của ông bằng cách kết hôn ngay lập tức với Licinia Eudoxia, góa phụ của Valentinian III. Tuy nhiên Đế chế Đông La Mã ở Constantinopolis từ chối công nhận danh hiệu hoàng đế của Maximus. Để bảo đảm vị trí vững chắc của mình, Maximus bổ nhiệm Avitus chức Tổng chỉ huy quân đội, và phái ông này đến Toulouse để tìm kiếm sự ủng hộ và trợ giúp của người Visigoth. Đồng thời ông còn tiến hành hủy hôn ước của Eudocia (con gái của Licinia) với Huneric, con trai của vua người Vandal, Geiseric. Điều này khiến cho Geiseric nổi giận và quyết định thống lĩnh quân đội chuẩn bị tiến hành xâm lược nước Ý.
Tin Geiseric và hạm đội của ông ta sắp sửa đột kích nước Ý đã khiến sự lo sợ, hoang mang lan truyền khắp Rome, buộc cư dân và binh sĩ phải chuẩn bị chiến đấu, hoàng đế nhận thấy Avitus không được sự trợ giúp của người Visigoth, cũng không tổ chức phòng thù nước Ý, đã quyết định bỏ trốn khỏi Ý, tuy nhiên vào lúc này, ông đã đánh mất sự ủng hộ của người dân và Viện nguyên lão La Mã, và bị đám tùy tùng, thuộc hạ và binh sĩ bỏ rơi.
Ngày 31 tháng 5 năm 455, Maximus trong khi chạy trốn đã bị một đám đông dân chúng La Mã chặn đường ném đá cho tới chết. Xác của ông bị cắt ra thành từng khúc và ném xuống sông Tevere. Kết thúc thời kỳ trị vì chỉ kéo dài có bảy mươi tám ngày của hoàng đế Maximus.
Người con trai từ cuộc hôn nhân đầu tiên của ông là Palladius, người từng giữ danh hiệu Caesar từ ngày 17 tháng 3 cho đến ngày 31 tháng 5 và kết hôn với người em cùng cha khác mẹ Eudocia, cũng bị dân chúng hành quyết chết cùng cha mình.
Vào ngày 2 tháng 6 năm 455, ba ngày sau cái chết của Maximus, Geiseric đích thân dẫn quân công phá chiếm được Rome và cướp phá thành phố này trong vòng hai tuần lễ. Sau cùng, nhờ lời cầu xin của Giáo hoàng Leo I mà người Vandal chấm dứt các hoạt động tàn phá, cướp bóc, phóng hỏa, tra tấn và giết người tại Rome. kết quả là Geiseric rút khỏi Rome, mang theo một khối lượng chiến lợi phẩm to lớn cùng nữ hoàng Licinia Eudoxia và hai cô con gái, Placidia và Eudocia.